# Albinismo

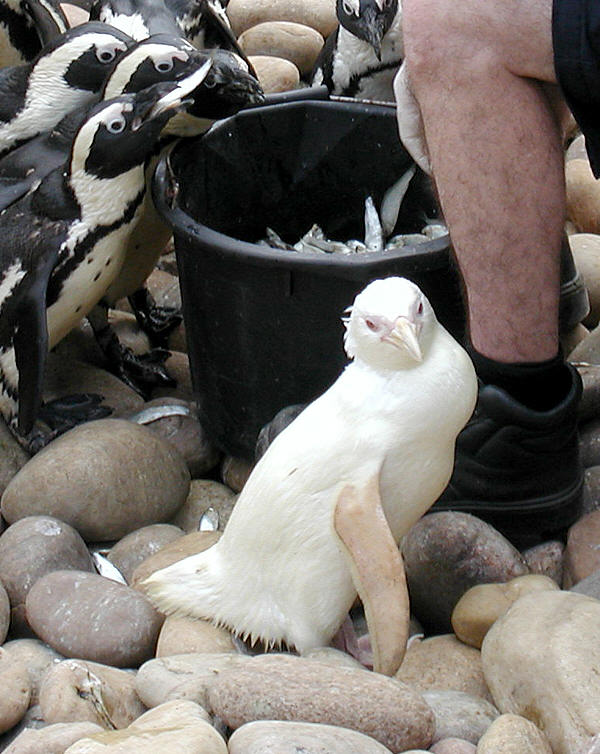
Pingüino de El Cabo albino

El albinismo es un trastorno genético heterogéneo, causado por mutaciones en diferentes genes, que produce una reducción o ausencia total del pigmento melánico de ojos, piel y pelo. Se da en los seres humanos y en otros animales. También puede presentarse en los vegetales, donde faltan otros compuestos, como los carotenos. Los individuos con esta condición se denominan albinos. Es hereditario: aparece con la combinación de los dos padres portadores del gen recesivo.

## En mamíferos
En los individuos no albinos, los melanocitos transforman el aminoácido tirosina en la sustancia conocida como melanina. La melanina se distribuye por todo el cuerpo para dar color y protección a la piel, al cabello y al iris del ojo. Cuando el cuerpo es incapaz de producir esta sustancia o de distribuirla se produce la hipopigmentación, conocida como albinismo.
La melanina se sintetiza tras una serie de reacciones enzimáticas (ruta metabólica) por las cuales se produce la transformación del mencionado aminoácido en melanina por acción de la enzima tirosinasa. Los individuos albinos tienen esta ruta metabólica interrumpida ya que su enzima tirosinasa no presenta actividad alguna o muy poca (tan poca que es insuficiente), de modo que no se produce la transformación y estos individuos no presentarán pigmentación. La melanina es el pigmento primario que determina el color de la piel, el pelo y los ojos de los mamíferos.

### Clases de albinismo en mamíferos

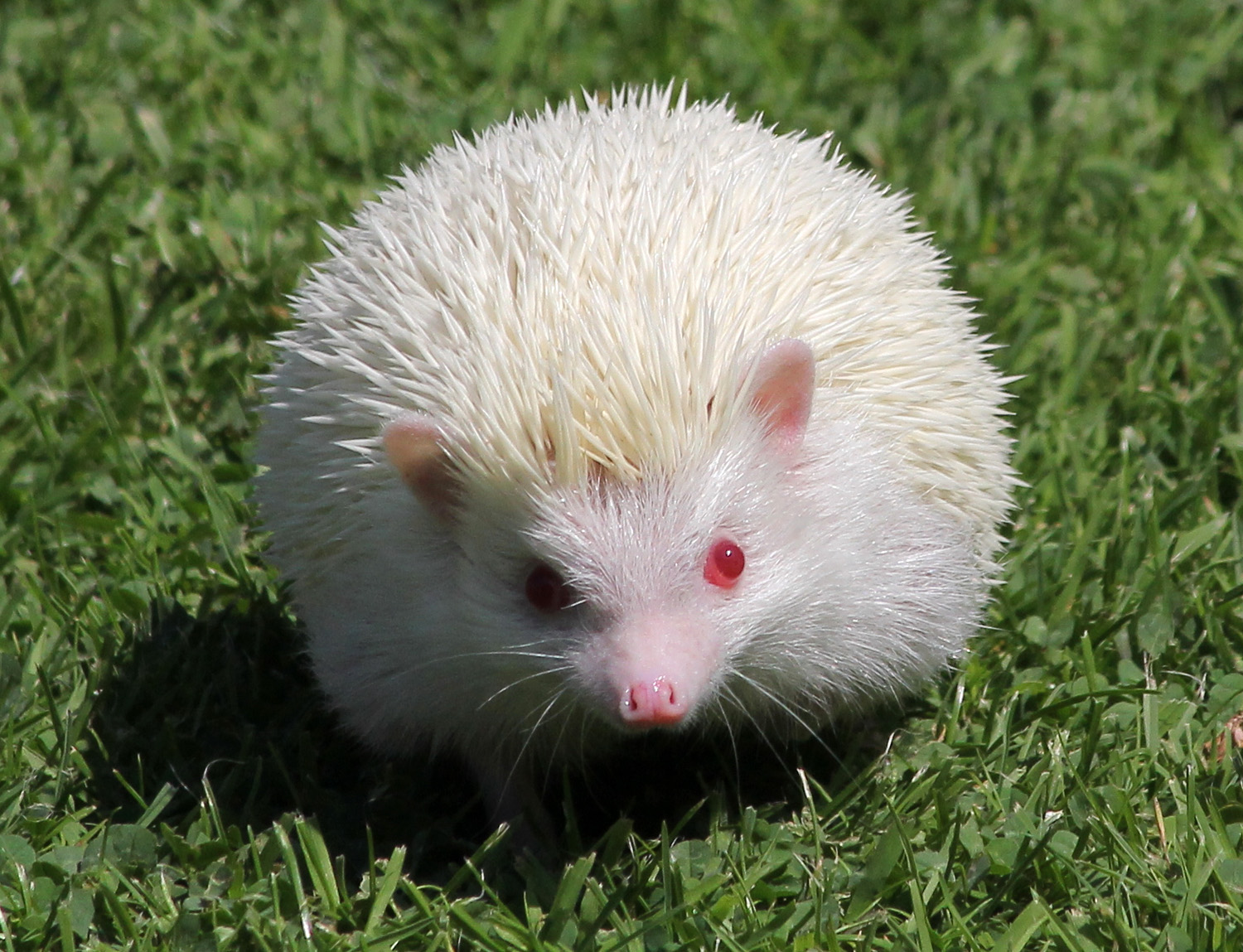
Erizo con albinismo. Nótese los ojos rojizos.

Existen diferentes tipos de albinismo y mayormente suelen tener el pelo blanco, si no se produce nada de eumelanina marrón, o el pelo rubio platino, si se produce una mínima cantidad. Además, es común que presenten ojos rojos, cuyo color es dado por el reflejo de los vasos sanguíneos en los casos más severos de albinismo u ojos violetas, en cuyo caso el color resulta de una minúscula producción de eumelanina marrón y repartida de forma irregular (ojos ligeramente azulados de base) junto con el reflejo rojizo de los vasos sanguíneos.
Sin embargo, el aspecto de los ojos rojos o violetas suele percibirse como un tono azul-morado débil, en lugar de un color rojo o violeta intenso. Hay casos en los que solo hay ausencia/reducción de pigmento en el pelo pero no en los ojos, otros en los que únicamente en los ojos y no en el pelo y otros en los que el albinismo se manifiesta tanto en ojos como pelo. Por eso es incorrecto concluir que una persona albina tenga todas las características en una sola. Hoy en día, está muy extendida esta condición genética en el mundo. Una de cada diecisiete mil personas presenta algún tipo de albinismo.

### Selección artificial

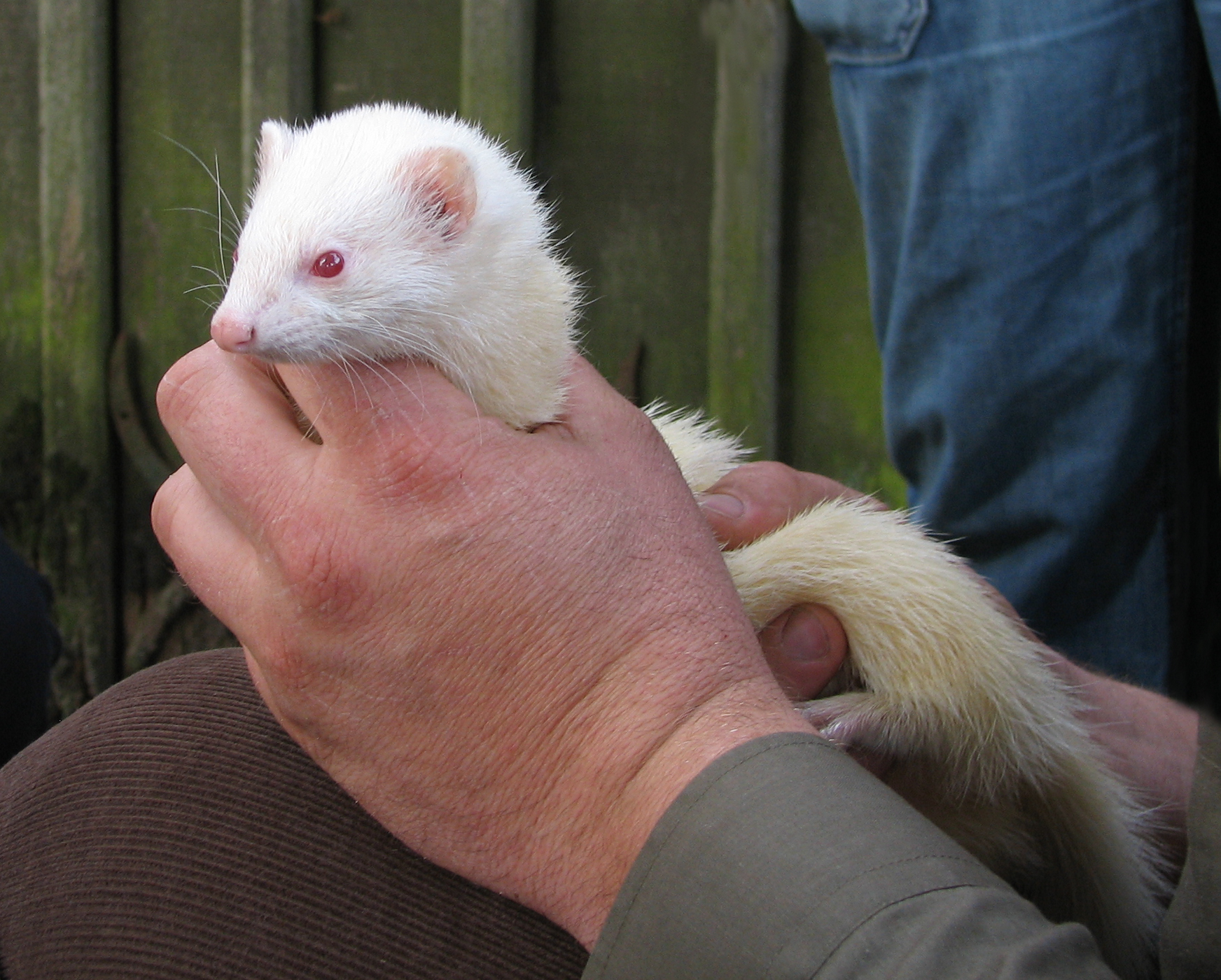
Hurón albino seleccionado artificialmente

Es habitual usar cepas albinas de algunas especies de animales como organismos modelo para utilizarlos para investigación biomédica. Algunos ejemplos incluyen el ratón BALB/c, la rata albina Wistar y derivadas de esta última como la Sprague Dawley, Fischer 344 y Holtzmann; sin embargo varios investigadores argumentan que usar animales albinos no es la mejor opción, debido a las consecuencias de esta enfermedad como la pérdida de agudeza visual y auditiva.
Muchos animales albinos que están en captividad fueron capturados en su juventud. Se duda si pudieran haber sobrevivido sin los cuidados y protección que reciben en cautividad.

### Aparición natural

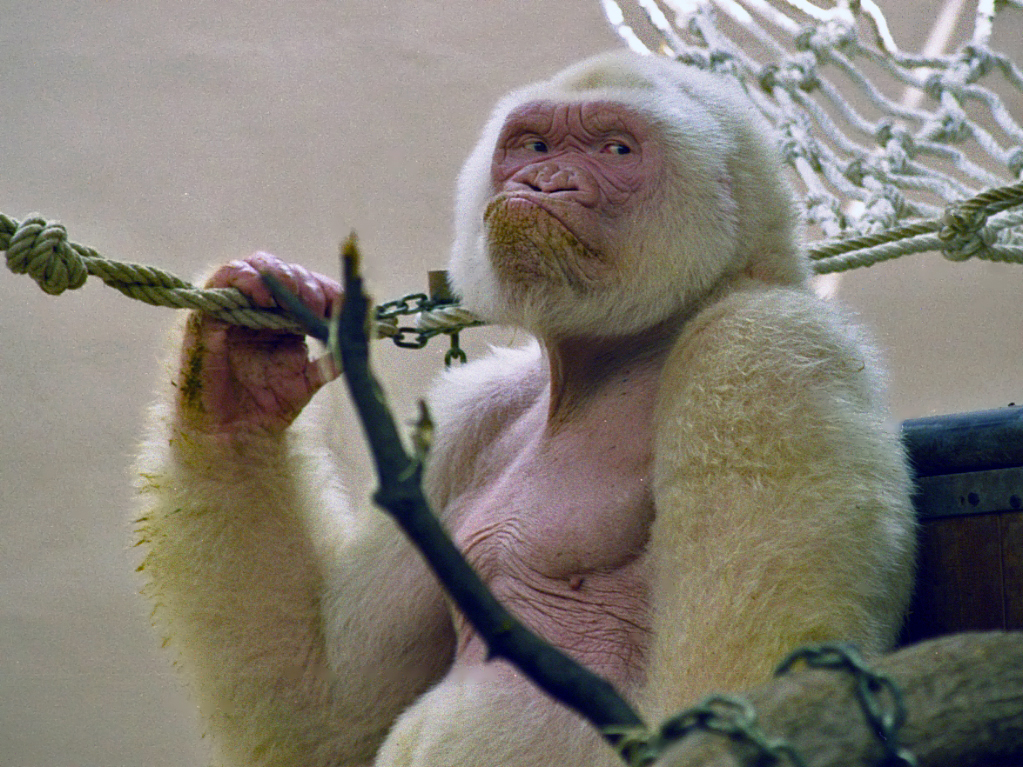
Copito de Nieve, un gorila con albinismo.

Algunos estudios afirman que «las ardillas son el único mamífero albino que puede sobrevivir en la naturaleza». Esto podría ser debido a que la retina de este animal tiene muchos conos y en los albinos solo se reduce esta cantidad solo en un 5%. Esto podría aumentar las posibilidades de supervivencia de este animal.
Un estudio bibliográfico en 2012 informó de que en la India hay registros de la existencia de distintos animales albinos: tigres, una especie de murciélago, ciervos moteados, civeta de las palmeras y jabalís, entre otros. Se han encontrado, además, diferentes especies de macacos.
Se ha observado albinismo en gatos de la jungla y chacales en el este de la India. Como la población de estos mamíferos es inferior en esta región, se cree que podría darse debido a la endogamia.
Un estudio realizado en topillos de la pradera reveló que el albinismo en esta especie daba una ventaja a los machos: los machos albinos tenían una mayor frecuencia de monta y una mayor capacidad de fecundación que los machos no albinos.

## En aves
Los pigmentos más importantes que determinan la coloración del plumaje en los pájaros son la melanina y los carotenoides. Los carortenoides se ingieren en la comida y se transforman en pigmentos, por lo que generalmente la deficiencia de estos se debe a una mala alimentación y no a la génetica del individuo. Un caso conocido de alteración de la coloración por dieta es el de los flamencos, cuyo color rosado se debe a los carotenos rojos presentes en su dieta Las alteraciones genéticas a los carotenos son muy raras, las alteraciones a la producción de melanina son mucho más habituales.
Existen dos tipos de melanina en las aves: la eumelainana y la feomelanina. En la piel y en los ojos solo está presente la eumelanina. En algunas especies el color está causado exclusivamente por la eumelanina y en otras está causado por ambas. 

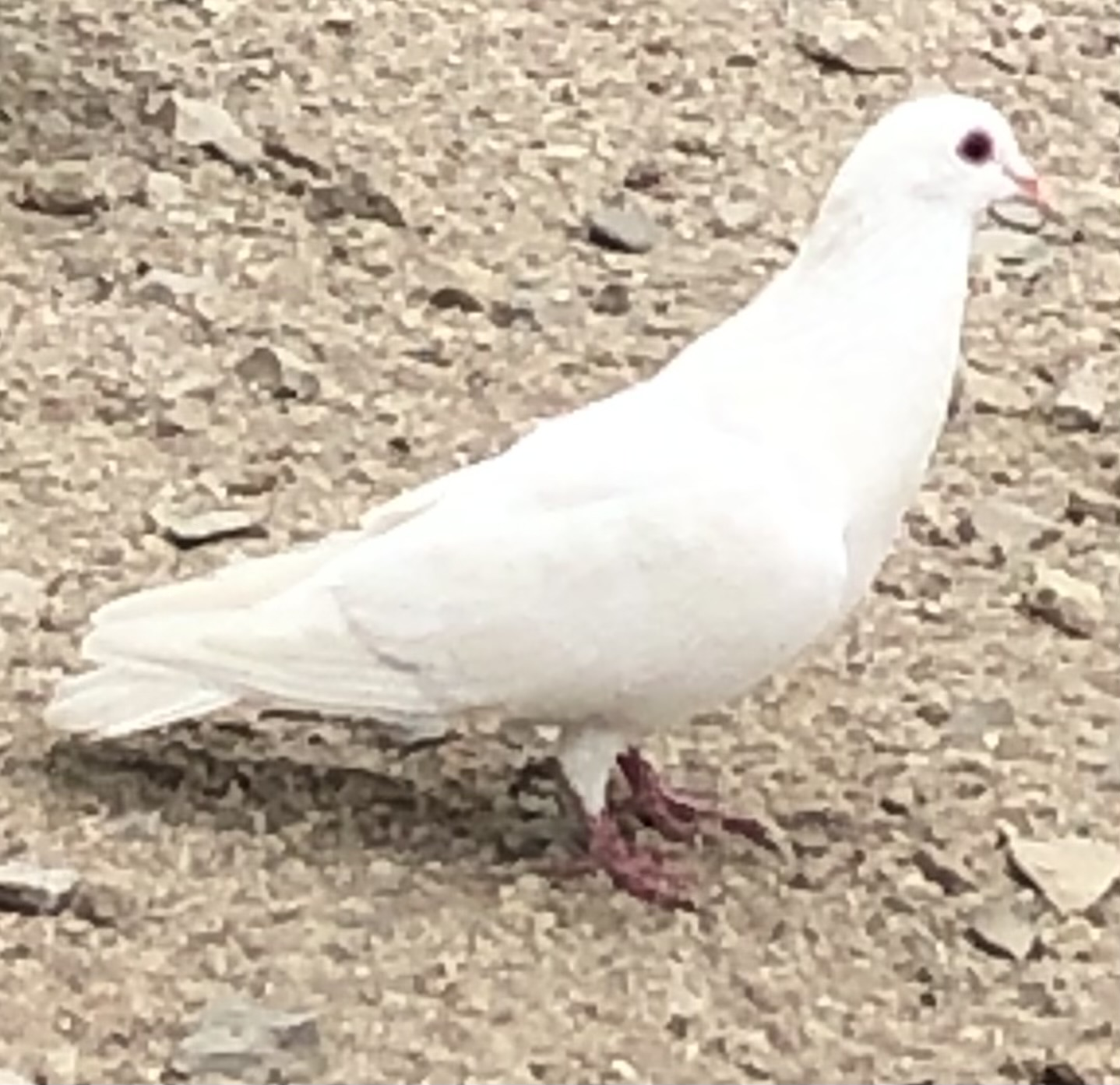
Paloma bravía Albina - Lima

El albinismo en aves tiene distintas definiciones. Ha sido definida como «la ausencia total de ambas melaninas en la plumas, piel y ojos como resultado de una ausencia heredada de tirosinasa». Sin embargo, en otros estudios se ha categorizado el albinismo en las siguientes categorías:
1. Albinismo total: La ausencia simultánea y completa de melanina en los ojos, piel y plumas. Representa el 7% de los casos
2. Albinismo incompleto: La melanina no está ausente simultáneamente de los ojos, piel y plumas.
3. Albinismo imperfecto: La melanina está reducida en piel, ojos y plumas
4. Albinismo parcial: El albinismo está reducido a lugares concretos del organismo

Sin embargo, este método de clasificación ha recibido críticas, sobre todo al concepto de «albinismo parcial», argumentando que es «simplemente imposible, igual que un "embarazo parcial"».
El albinismo en pájaros se observa en alrededor de uno de cada mil ochocientos ejemplares. Las dos especies que más comúnmente tienen pájaros albinos son el avión común y zorzal robín.

## En peces

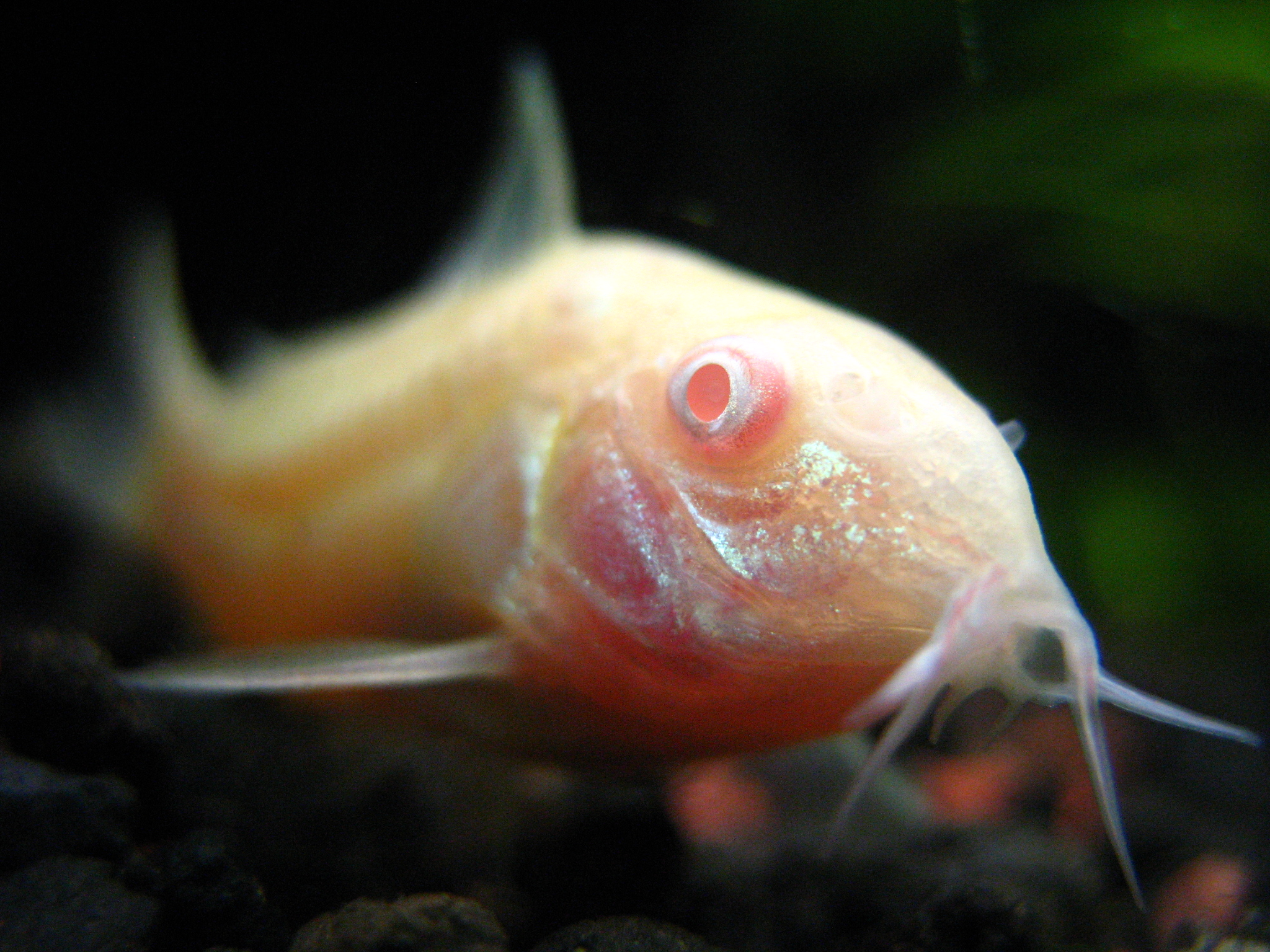
Pez gato albino

Como con el resto de animales, se ha afirmado que para que un pez se considere albino, ha de tener un cuerpo blanco y ojos rojos o rosas.
Existen varios informes de albinismo total en peces de agua salada y agua dulce. La probabilidad del albinismo se puede incrementar artificialmente mediante la exposición de sus huevos a metales pesados como el arsénico, cadmio, cobre o mercurio. 
En la naturaleza, el albinismo no es raro en los teleósteos, epecialmente en los peces planos o pleuronectiformes pero también en peces gato, roncadores o ciprínidos. Se han descrito casos de albinismo en mixinos, lampreas, tiburones y rayas.

### En peces óseos
Las características de un pez gato americano albino y normalmente pigmentado difieren significativamente. Los individuos normales de esta especie son superiores en masa y longitud. Los albinos, cruzados con otros albinos, requieren once días más para desovar y producen huevos con una masa menor y con menores posibilidades de eclosionar.
Se han encontrado poblaciones albinas salvajes de peces de cueva, como el Astyanax mexicanus, que tiene características albinas, en algunas cuevas independientes. Una de estas características está vinculada al gen responsable de la Proteína P, que ha evolucionado independientemente en al menos dos cuevas.

### Otros
En la clase Chondrichthyes (peces cartilaginosos) se han encontrado varias especies de rayas y tiburones albinos.

## En reptiles

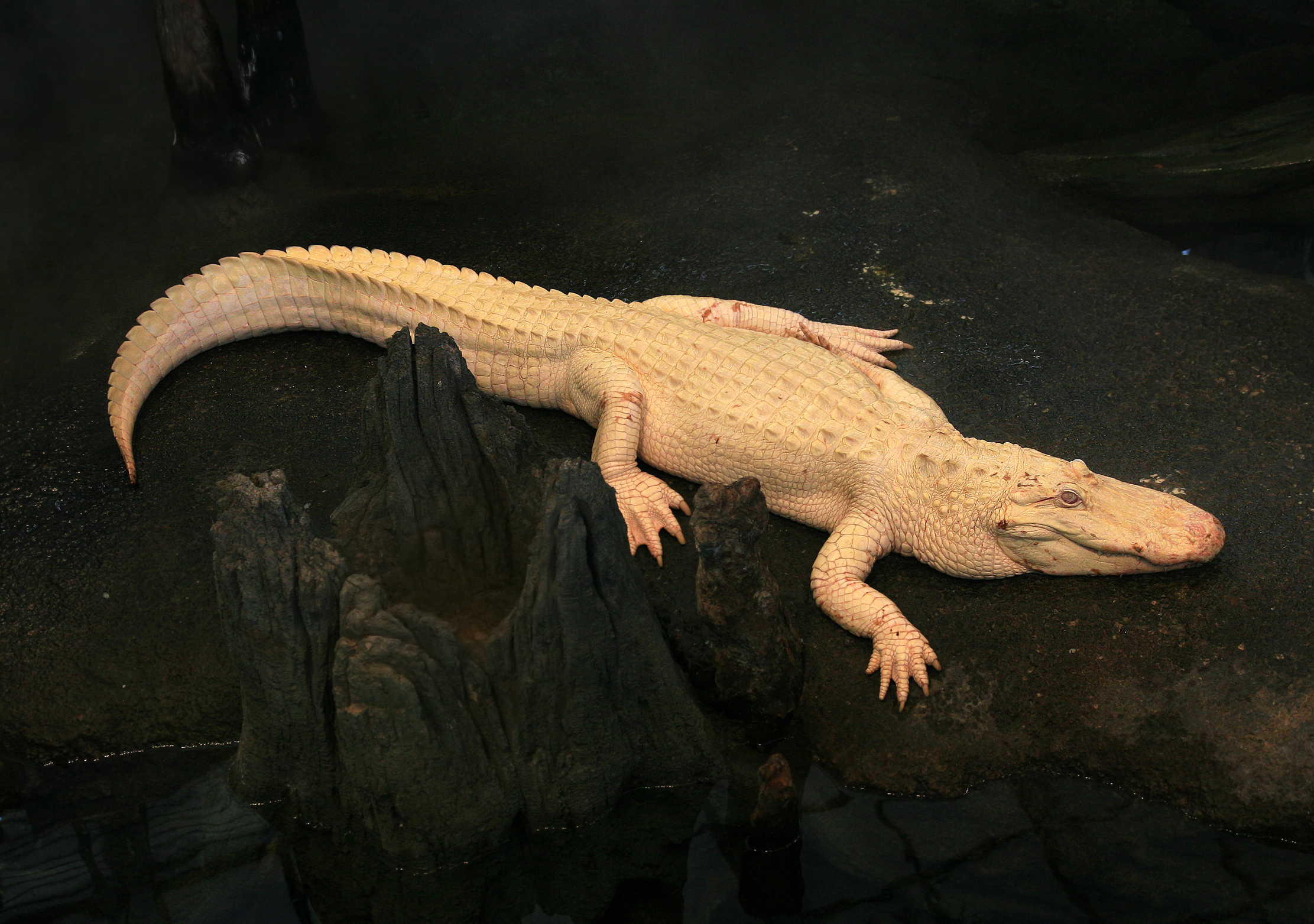
Claude, un aligátor americano con albinismo

Muchos reptiles a los que se llama albinos, en realidad no lo son, porque no tienen la ausencia total de pigmentos corporales. En realidad, tienen amelanismo. Los reptiles generalmente tienen al menos dos pigmentos. Los cuatro cromatóforos más habituales son los xantóforos (amarillo), eritróforos (rojo), iridióforos y melanóforos. Un reptil con amelanismo podrá tener un color rojo o amarillo pálido, por ejemplo.
La Academia de Ciencias de California posee en el acuaterrario Setinhart un aligátor americano llamado Claude, que es parcialmente ciego debido a la ausencia de pigmentos en sus ojos. No habría sobrevivido en la naturaleza debido a que su color lo hace un objeto fácil para depredadores.
En serpientes, también es mucho más común la ausencia parcial de un pigmento que el albinismo. Las serpientes que norlmanente tienen un patrón colorido, aparecen como un azul o amarillo pálido. Las especies que poseen más probabilidad de tener albinismo son la serpiente del maíz y otras especias grandes como la boa. Las serpientes con albinismo pueden estar a la luz solar durante horas sin sufrir daños
Las tortugas con albinismo son muy poco habituales, aunque la tortuga de espolones africana es la más probable de padecerlo, Para las tortugas, un color blanco es prácticamente imposible, aun con albinismo. Las tortugas con esta condición tienen buena supervivencia debido a la protección que le ofrecen sus caparazones.
Existe también constancia de dactiloidos, Tiliqua rugosa, gecko leopardo y otros reptiles con al menos un ejemplar afectado con la condición.

## En anfibios

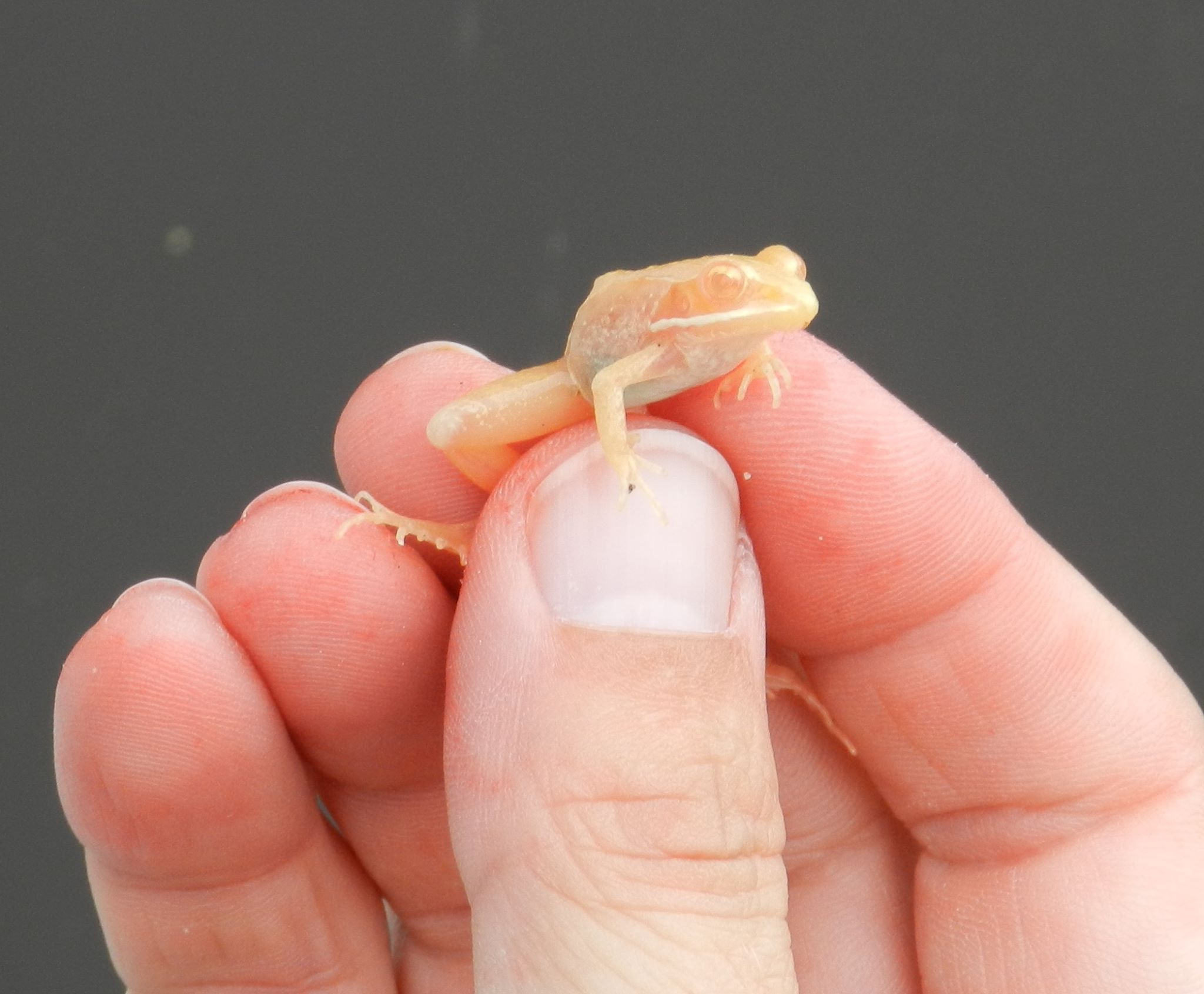
Rana de la madera albina

En anfibios pasa algo similar a con los reptiles. Muchos a los que se etiqueta como albinos, en realidad siguen teniendo pigmentos, pero en una cantidad menor. Los anfibios tiene seis tipos de cromatóforos en su piel: los xantóforos (amarillo), eritróforos (rojo), iridióforos, melanóforos cianóforos e iridóforos.
La incidencia de albinismo en ranas y salamandras es relativamente mayor que en otros taxones. Se ha estimado que uno de cada cuatrocientos animales de estas especies son albinos. Cuando los renacuajos albinos nacen son casi transparentes, lo que ayuda a su camuflaje, aunque en los estadios posteriores de su vida son un color blanco lechoso.
Se utilizan aljolotes albinos en laboratorios porque su piel transparente permite la observación de tejidos que forman parte de la regeneración de articulaciones.

### Genética
Estudios genéticos sobre el albinismo en anfibios achaacan el albinismo a mutaciones en el gen tirosinasa. El fenotipo del albinismo de la rana leopardo se ha atribuido a un fallo en la regulación de la expresión génica en un único gen recesivo tirosinasa que conserva cierta actividad de tirosinasa y de L-DOPA oxidasa. El fenotipo albino de la rana Pelophylax nigromaculatus ha sido atribuido a una de tres mutaciones que crean una tirosinasa disfuncional. Dos de estas mutaciones implican la inserción de una timidina y una mutación por desplazamiento del marco de lectura, resultando en una isoforma truncada de la proteína tirosina que está defectuosa. La otra mutación implica la eliminación de un codón y tres nucleótidos que codifican una lisina.

## En plantas

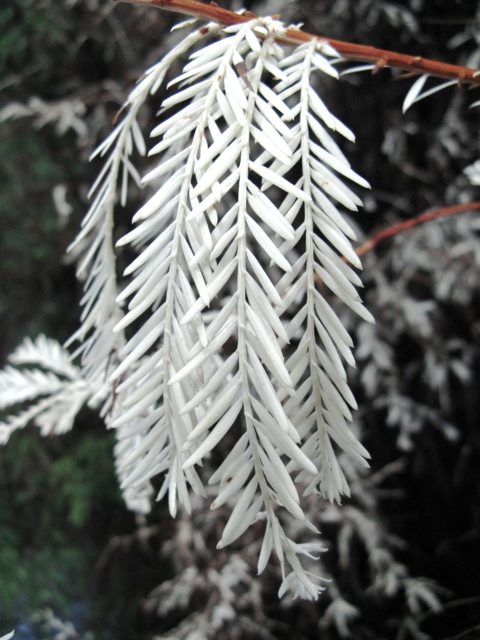
El albinismo en plantas, es, en realidad falta de clorofila

En las plantas el albinismo se caracteriza por la ausencia parcial o total del pigmento clorofila y por una diferenciación incompleta de las membranas del cloroplasto. Dado que este pigmento es el responsable de la fotosíntesis, esta condición reduce la supervivencia de las plantas que la padecen. Algunas especies de plantas pueden tener flores u otras partes blancas.  Cuando una planta no ha perdido todo su pigmento, se puede decir que tiene hipocromia (sus células tienen menos color del habitual).

## Animales albinos famosos

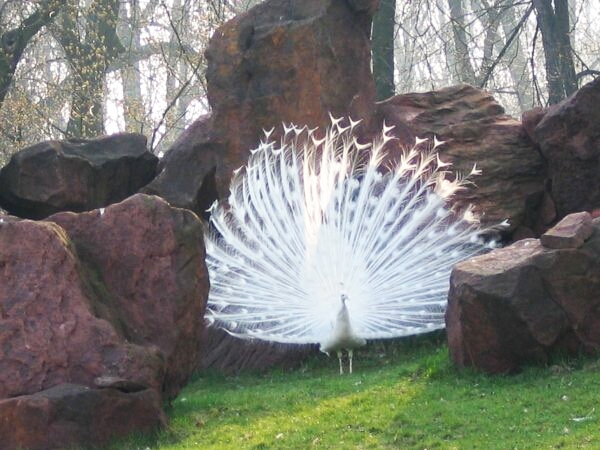
Pavo real albino en el zoológico de Connecticut, Estados Unidos.

Los animales albinos, por lo general, no sobreviven mucho tiempo en su medio natural debido a su debilidad ante los rayos solares y a que su falta de color los delata ante sus presas y depredadores. La vida en cautividad es, por tanto, su única salida. Entre los animales albinos que han habitado en zoológicos o vivido en cautiverio de todo el mundo destacan los siguientes:
- En el zoológico de Barranquilla, Colombia, se encuentra un espécimen de mono araña albino perteneciente a la especie Ateles ater, conocida popularmente por el nombre Marimonda.
- En el Zoológico Matecaña de Pereira, Colombia, se encuentran varios especímenes de pitón albino perteneciente a la familia Pythonidae.
- Snowdrop, un pingüino sudafricano albino que vivía en el zoológico de Bristol, Reino Unido, hasta que murió en agosto de 2004. Se trata de uno de los cuatro únicos casos de albinismo documentados en esta especie.
- Copito de Nieve, un gorila albino que vivió en el zoológico de Barcelona, España, hasta 2003, y es el único ejemplar de gorila albino del que se tenga noticia.
- Alba, la única orangután albina conocida del mundo. [cita requerida] Fue rescatada por la fundación Borneo Orangutan Survival. Vive en la Provincia de Borneo Central, Indonesia.
- Los pavos reales albinos de los zoológicos de Zacango, Estado de México, México; Connecticut, Estados Unidos; Matecaña, Pereira, Colombia; Lahore, Pakistán; y Jerez de la Frontera, España.[cita requerida]
- En el zoo de Castellar de la Frontera, Cádiz, España, existen dos ejemplares de puercoespín africano albinos (los únicos de España). También hay otro ejemplar en el safari zoológico en Nantes, Francia.

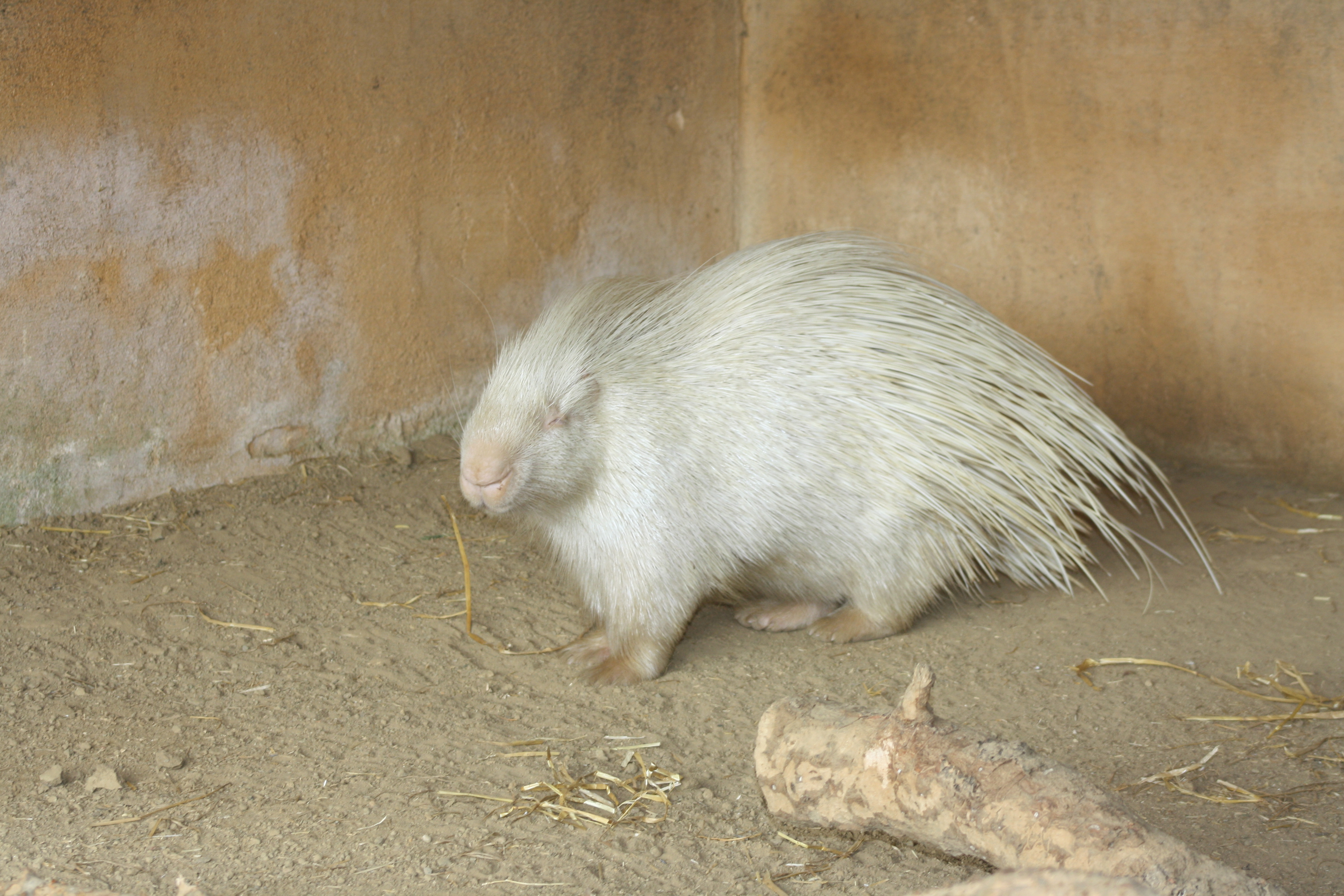
Puercoespín africano albino

Sin embargo, debe diferenciarse los animales albinos de los blancos o leucísticos. Comúnmente se promocionan algunas ventas de animales como albinos cuando en realidad se trata de animales de pelaje blanco pero que aun así tienen melanina en su organismo, como les ocurre a los zorros árticos y los osos polares.